# アーチェリーボーイ
『アーチェリーボーイ』は、見原由真による日本の漫画。『LINEマンガ』（LINE Digital Frontier）において2015年7月27日から2016年6月27日まで毎週月曜日更新で連載された。
LINEが新たに設けた「LINEマンガ編集部」によるフルカラー作品の1つ。ケンカばかりしてきた主人公が、ケンカの必殺パンチとアーチェリーのフォームが似ていたという奇跡によって矢を射つことに成功したことから、アーチェリーの楽しさに目覚めていく姿を描く。

## あらすじ
ケンカばかりの日々を過ごす少年・釘宮覺彌（くぎみや あきや）は、アーチェリー部部長の少女・中丸円花（なかまる まどか）と出会う。円花に入部希望者と勘違いされ、アーチェリー部を訪れた覺彌は円花に良いとこを見せようとアーチェリーを始めるが、アーチェリーそのものに楽しさと興奮を覚え、心身共に成長していく。

## 主な登場人物
釘宮覺彌（くぎみや あきや）
灰羽高校1年生。主人公。幼い頃からの境遇により、喧嘩沙汰が絶えなかったが円花に出会い、アーチェリーに興味を抱く。円花が大好きで直々央とは仲が悪い。直情型ですぐ行動に出がち。
中丸円花（なかまる まどか）
灰羽高校アーチェリー部部長。ヒロイン。高校から始めたアーチェリーでオリンピックメダリストを目指す。覺彌の心の支えともなっている。優しさに満ち溢れている。
針角直々央（はすみ ななお）
灰羽高校アーチェリー部。1年生。幼い頃からアーチェリーに携わっており、かなりの経験者。アーチェリーに対して真面目で熱心である。
MONJIYA SYU-HEI
灰羽高校アーチェリー部員。2年生。天パの部員。まどかと同期。
KANAIDA KANAME
灰羽高校アーチェリー部員。メガネの部員。
和泉清白宇（いずみ きよしろう）
灰羽高校生徒会会長。覺彌の喧嘩事などにつけ込み、アーチェリー部を廃部に追い込もうとする。昔はアーチェリー部部員だったらしい。

## 書誌情報
- 見原由真『アーチェリーボーイ』LINE Digital Frontier〈LINEコミックス〉全4巻

単行本は電子書籍限定。発売日は配信サイトによって異なる。

## リンク
- アーチェリーボーイ｜【全話公開】毎週月曜更新作品｜LINE マンガ